# Ribeirão do Sul
Ribeirão do Sul é um município brasileiro do estado de São Paulo, localizado na Mesorregião de Assis e na Microrregião de Ourinhos. 

## História
José Silvério Pinto desbravou as terras à margem esquerda do rio Novo, um afluente do Rio Paranapanema por volta de 1900, formando um povoado que chamou de Ribeirão dos Pintos. Antônio Cândido da Palma, um dos povoadores estabelecidos no povoado doou um alqueire de terra à Diocese de Botucatu em 21 de março de 1921. Uma capela de madeira é inaugurada em 1929, sendo as terras loteadas e cedidas para ocupação a quem se interessasse. Em 14 de janeiro de 1936, foi criado o Distrito de Ribeirão dos Pintos, pela Lei nº 2627, pertencente ao município da atual Salto Grande. Em 28 de fevereiro de 1964, emancipou-se pela Lei Estadual nº 8092 com o nome de Ribeirão do Sul.

## Demografia

### População
| Crescimento populacional                             | Crescimento populacional | Crescimento populacional | Crescimento populacional |
| Ano                                                  | População Total          |                          | %±                       |
| ---------------------------------------------------- | ------------------------ | ------------------------ | ------------------------ |
| 1970                                                 | 3 619                    |                          | —                        |
| 1980                                                 | 3 129                    |                          | −13,5%                   |
| 1991                                                 | 3 606                    |                          | 15,2%                    |
| 2000                                                 | 4 497                    |                          | 24,7%                    |
| 2010                                                 | 4 446                    |                          | −1,1%                    |
| 2022                                                 | 4 677                    |                          | 5,2%                     |
| Est. 2024                                            | 4 768                    | [ 7 ]                    | 1,9%                     |
| Fontes: Censos Demográficos IBGE e Estimativas SEADE |                          |                          |                          |

### Dados demográficos
Dados do Censo - 2010
População total: 4.446
- Urbana: 3.309
- Rural: 1.155
  - Homens: 2.231
  - Mulheres: 2.215

Densidade demográfica (hab./km²): 32,92
Mortalidade infantil até 1 ano (por mil): 15,37
Expectativa de vida (anos): 71,49
Taxa de fecundidade (filhos por mulher): 2,14
Taxa de alfabetização: 87,52%
Índice de Desenvolvimento Humano (IDH-M): 0,762
- IDH-M Renda: 0,667
- IDH-M Longevidade: 0,775
- IDH-M Educação: 0,845

(Fonte: IPEADATA)

## Política e administração
- Prefeito: Eliana Maria Rorato Manso (2025/2028)
- Vice-prefeito: Silvana Biazotti Viana
- Presidente da câmara: Raphael Augusto Nardo (PP)

## Infraestrutura

### Comunicações
O sistema de telefones automáticos foi inaugurado na cidade em 1984 pela Telecomunicações de São Paulo (TELESP), que também implantou o sistema de discagem direta à distância (DDD) em 1988 com o código de área (0143).
Na década de 90 o código DDD da cidade foi alterado para (014), para padronização do sistema telefônico com a telefonia celular que estava sendo implantada em todo o estado.

## Religião
O Cristianismo se faz presente na cidade da seguinte forma:

### Igreja Católica
- A igreja faz parte da Diocese de Ourinhos.[15]

### Igrejas Evangélicas
Entre as igrejas protestantes históricas, pentecostais e neopentecostais, encontram-se na cidade:
- Assembleia de Deus Ministério do Belém.[18][19]
- Congregação Cristã no Brasil.[20]